# 鼻毛石町
鼻毛石町（はなげいしまち）は、群馬県前橋市の地名。旧宮城村時代は、住所で勢多郡宮城村大字鼻毛石の大字の次にくる地名。面積は5.33km2(2013年現在)。郵便番号は371-0244。丁目はなく住所ののち○○○○と番号が振られる。
また、旧宮城村時代の大字時代の鼻毛石や7ヶ村合併前の鼻毛石村についても記述する。

## 地理
赤城山の南麓、荒砥川の小扇状地上に位置しており、緑豊かな土地が多い。旧宮城地区（柏倉町、市之関町、三夜沢町、苗ヶ島町、馬場町、大前田町）の中で前橋市役所宮城支所や小・中学校があり行政や教育において中心的な町である。

## 歴史
戦国時代頃からある地名である。江戸時代に入ると大胡藩領になり、天和2年に前橋藩領、明和6年に幕府領、慶応4年に再び前橋藩領となる。

### 年表
- 1889年 市町村制が施行され、7ヶ村が合併し、群馬県勢多郡宮城村大字鼻毛石となる。
- 1993年4月1日 町内を通っていた群馬県道大間々宮城子持線が国道353号に昇格し、町内に初めて国道が通る事となる。
- 2004年 平成の大合併で宮城村は、大胡町、粕川村とともに、前橋市に合併し、群馬県前橋市鼻毛石町となる。
- 2009年8月 現在の前橋市役所宮城支所が竣工する[6]。
- 2017年5月12日 当町の全域が区域となっている、前橋・赤城地域がチッタスロー国際連盟に加盟する[7]。

## 地名の由来

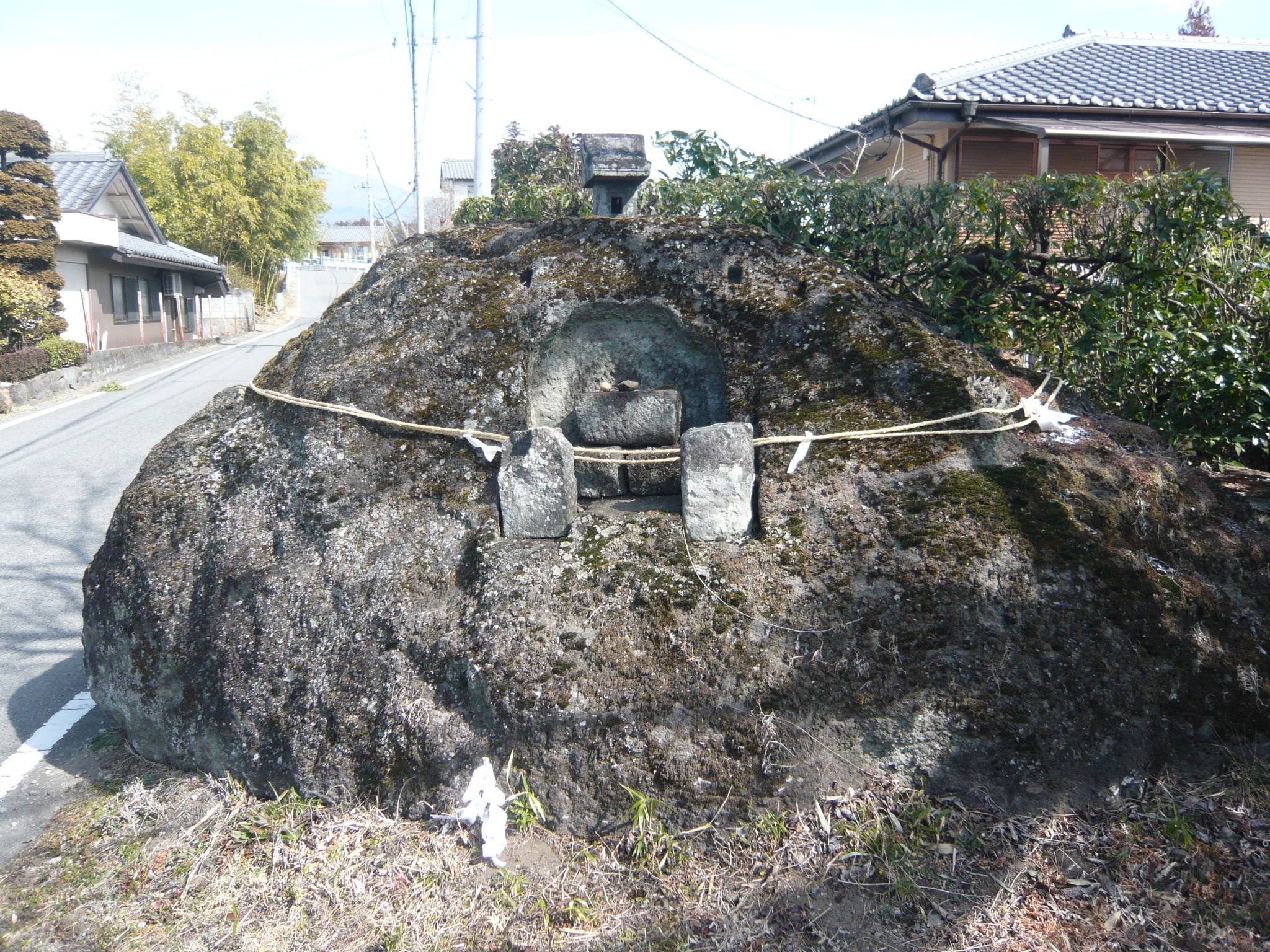
鼻石

町内にある「鼻石」（はないし）が由来とされている。また、前橋市合併前には「鼻ヶ石」（はながいし）や「鼻石」（はないし）表記することもあったが、合併後統一して鼻毛石と表記されるようになった。
上記の鼻ヶ石から合併後に鼻毛石となった説のほかには、鼻石に草が生えており、それが鼻毛に見えたからという説もある。

## 世帯数と人口
2017年（平成29年）8月31日現在の世帯数と人口は以下の通りである。
| 町丁     | 世帯数  | 人口    |
| -------- | ------- | ------- |
| 鼻毛石町 | 951世帯 | 2,666人 |

## 小・中学校の学区
市立小・中学校に通う場合、学区は以下の通りとなる。
| 番地 | 小学校             | 中学校             |
| ---- | ------------------ | ------------------ |
| 全域 | 前橋市立宮城小学校 | 前橋市立宮城中学校 |

## 交通

### 鉄道
近隣の茂木町に上毛電気鉄道上毛線大胡駅があるが、町内には鉄道駅がない。

### バス
過去に3路線あったが、赤城タクシーが運行を行っているデマンドバス方式のふるさとバスがある。

### 道路
国道が北部に国道353号があり、県道は群馬県道101号四ツ塚原之郷前橋線や群馬県道114号苗ヶ島飯土井線、群馬県道333号上神梅大胡線、群馬県道16号大胡赤城線が主な道路である。

## 施設

### 学校 ・ 幼稚園
- 前橋市立宮城小学校
- 前橋市立宮城中学校
- 前橋市立宮城幼稚園

### 公共施設
- 前橋市役所宮城支所
- 前橋市宮城体育館
- 前橋市宮城総合運動場
- 宮城公民館

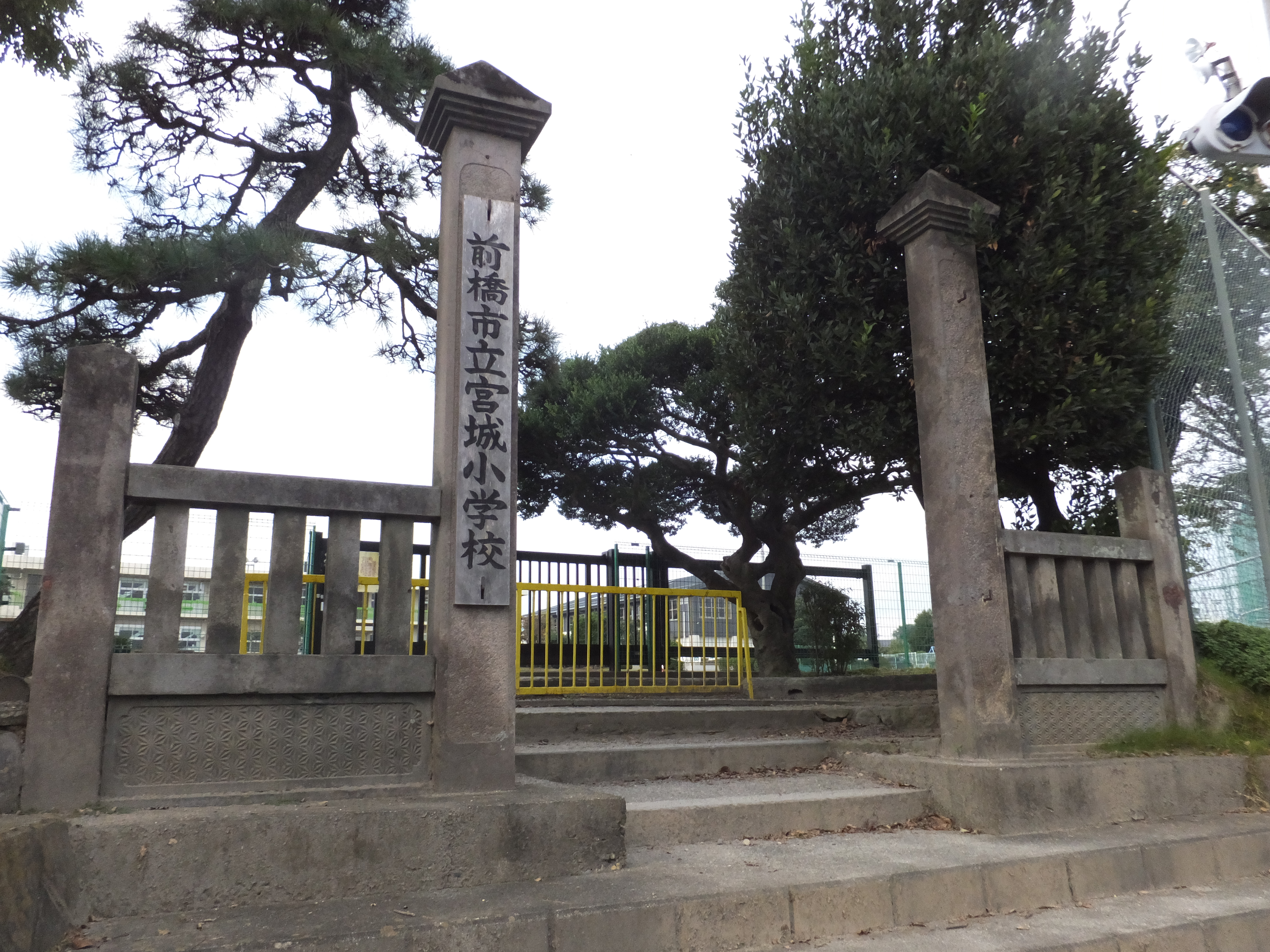
前橋市立宮城小学校
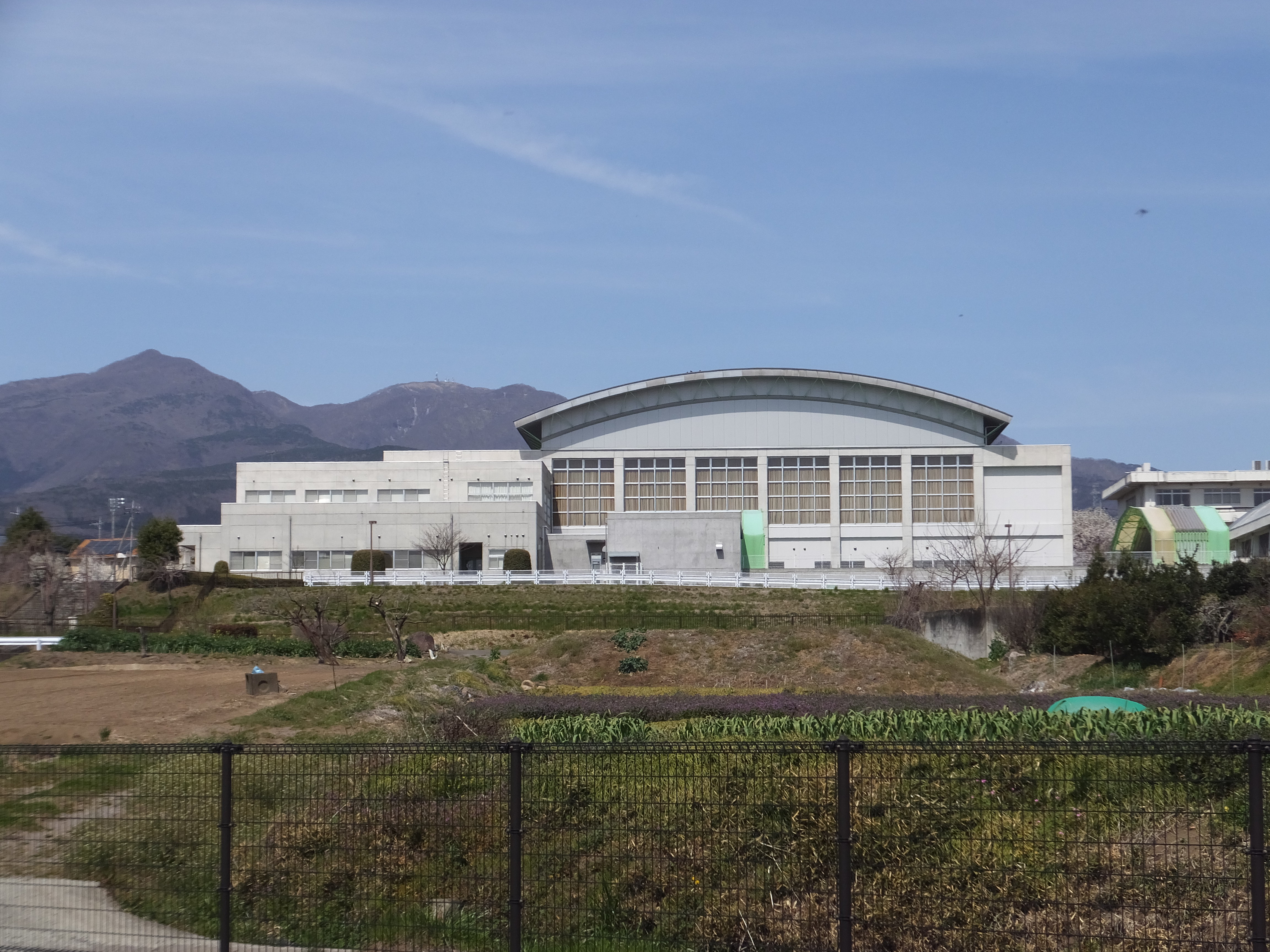
前橋市宮城体育館
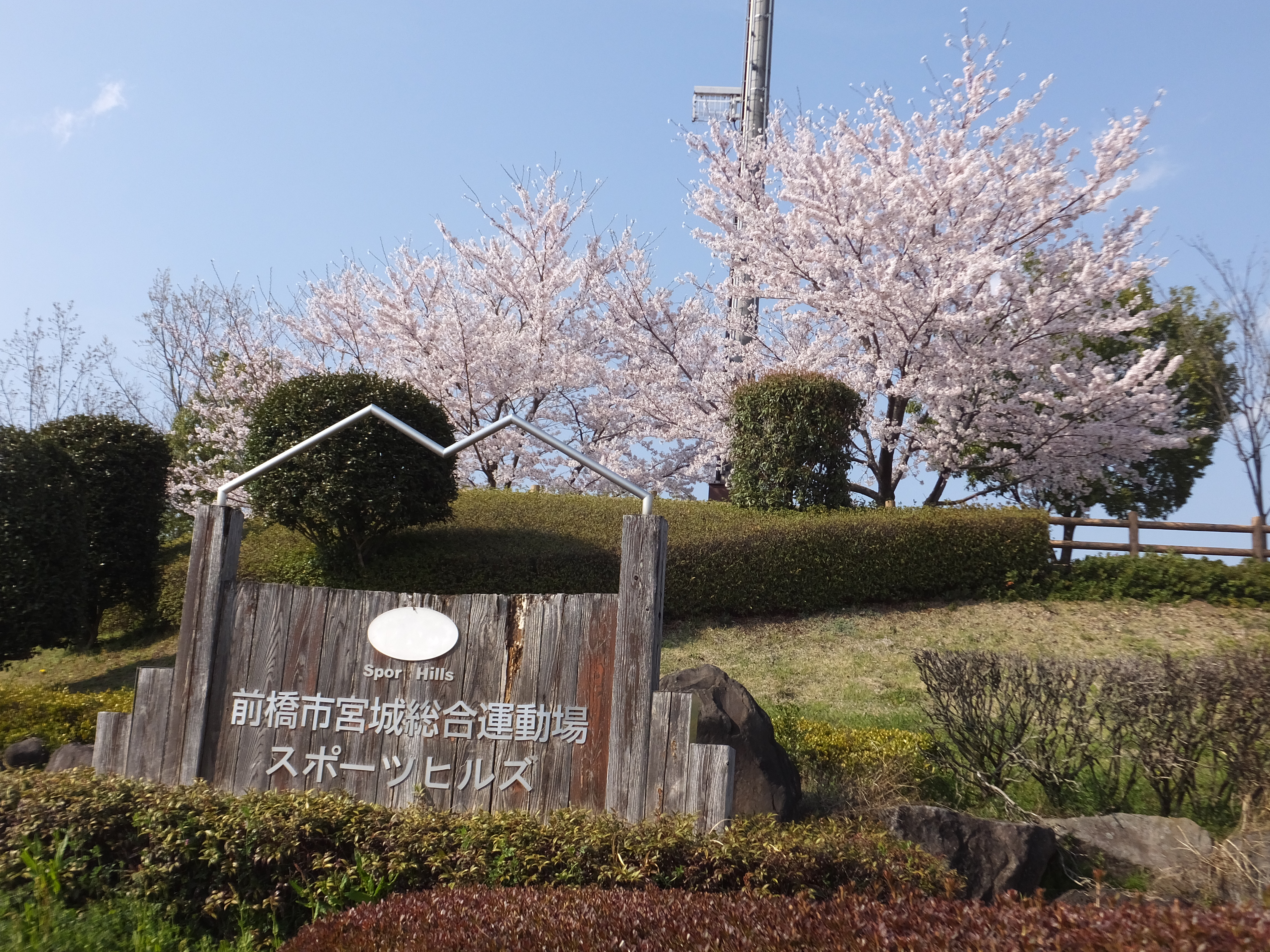
前橋市宮城総合運動場

## 文化財

### 前橋市指定文化財
重要文化財
- 赤城寺六地蔵の石幢
- 赤城寺の種子十三仏塔
- 北爪将監の供養塔
- 五輪塔
- 爪ひき不動尊
- 凝灰岩石仏
- 板碑
- 鼻毛石河原の双体道祖神
- 赤城塔

## 避難所
自主避難所が1か所、一時避難所が1か所、二次避難所が2か所ある。また、二次避難所は近隣の町も避難対象区域となっている。

### 自主避難所
- 前橋市役所宮城支所

### 指定緊急避難場所 (一次避難所)
- 前橋市宮城体育館

### 指定避難所 (二次避難所)
- 前橋市立宮城小学校[11]
- 前橋市立宮城中学校[12]
- 前橋市宮城公民館[13]